# Флаг Канзаса
Флаг Ка́нзаса (англ. Flag of Kansas) — один из символов американского штата Канзас. Первый флаг Канзаса был разработан в 1925 году и официально утверждён в 1927 году. Он выглядел так же, как современный, за исключением того, что на нём отсутствовало название штата, добавленное в 1961 году.

## Описание флага
Флаг Канзаса представляет собой прямоугольное полотнище тёмно-синего цвета, в центре полотнища изображена печать штата, над ней — цветок подсолнуха на сине-золотом бруске, под ней — печатными буквами слово «KANSAS» (с англ. — «Канзас»).

## Символика флага
На флаге, языком символов и аллегорий, отражена история штата Канзас:
- Пейзаж с восходящим солнцем — восток;
- Река и пароход — торговля;
- Домик поселенца и человек, пашущий поле — сельское хозяйство;
- Караван фургонов движущихся на запад — американская экспансия;
- Индейцы охотящиеся на американских бизонов — коренных обитателей этих мест;
- Группа из 34 звёзд — 34-й штат США;
- Государственный девиз, Через тернии к звёздам;
- Сине-золотой брусок — покупка Луизианы, из части земель которой образовался штат Канзас;
- Подсолнух — цветок штата.